# Bobby Hart
Bobby Hart, geboren als Robert Luke Harshman (Phoenix, 19 februari 1939), is een Amerikaanse popzanger en songwriter.

## Carrière
Al in 1959 leerde Harschman in Los Angeles Tommy Boyce kennen. Aan het begin van de jaren 1960 werkte hij als songwriter met collega John Marascalco, die hem als A&R-manager twee single-publicaties bij Infinity Records liet maken. Daar publiceerde ook Tommy Boyce, waarmee hij begon met songs schrijven. In 1965 was hij op tournee met Teddy Randazzo & The Dazzlers, waarmee hij Hurt So Bad schreef, die de vervolghit werd op Going Out of My Head voor Little Anthony & the Imperials. In het voorjaar van 1965 intensiveerde hij zijn samenwerking met Boyce en als het songwriterduo Boyce & Hart werden ze in 1966 de huisauteurs van de tv-sitcom over de carrière van The Monkees. Het partnerschap duurde met meerdere onderbrekingen tot in de jaren 1970, toen beiden drie albums publiceerden en met de ex-Monkees Micky Dolenz en Davy Jones de supergroep Dolenz, Jones, Boyce & Hart formeerden.
Verdere samenwerkingen deden zich voor met Wes Farrell en Danny Janssen. Ten laatste schreef hij in 1974 binnen een jaar de twee top 10-hits Keep On Singing voor Helen Reddy en Something's Wrong With Me voor Austin Roberts. Bobby Hart kreeg in 1983 een Oscar-nominatie voor zijn song Over You, die hij samen met Austin Roberts had geschreven voor de film Tender Mercies.
Bij de BMI zijn voor Bobby Hart 465 composities geregistreerd.

## Discografie
Voor samenwerking met Tommy Boyce, zie Boyce & Hart.
Singles:
- 1959: Love Whatcha' Doin' to Me / Stop Talkin', Start Lovin', Radio (als Robert Luke Harshman)
- 1959: Girl of My Dreams / Is You Is Or Is You Ain' Ma Baby, Guyden (als Robert Luke Harshman)
- 1959: Girl in the Window / Journey of Love, Reel
- 1960: Girl in the Window / Journey of Love, Era
- 1961: Girl I Used to Know / The Spider and the Fly, Bamboo
- 1962: Too Many Teardrops / The People Next Door, Infinity INX
- 1962: Lovesick Blues / I Think It's Called a Heartache, Infinity INX

Albums:
- 1980: The First Bobby Hart Solo Album, WEA

- Biblioteca Nacional de España: XX965226
- Gemeinsame Normdatei: 1113306300
- International Standard Name Identifier: 0000 0000 7245 2170
- Library of Congress Control Number: n92085531
- MusicBrainz: 5c907e6c-21ac-473d-b109-3265f5b3ccc7
- Virtual International Authority File: 87961952